# メディア研究
メディア研究（メディアけんきゅう、英語: media studies）は、様々なメディア (媒体)、とくにマスメディアについて、そのコンテンツ（情報内容）、歴史、効果などを取り扱う研究分野である。メディア研究は、社会科学と人文学の両方の伝統を引いているが、おおむね、マスコミュニケーション、コミュニケーションに関する諸学、コミュニケーション科学 (communication sciences)、コミュニケーション学 (communication studies) などが源となっている。研究者たちは関連する様々な他分野の研究手法を、この分野に持ち込んで展開させており、そうした関連分野には、カルチュラル・スタディーズ、修辞学、哲学、文学理論、心理学、政治学、政治経済学、経済学、社会学、人類学、社会理論、美術史および美術批評、映画理論、フェミニズム理論、情報理論などがある。

## おもな主題
この分野については、その学際性に加え、以下のような主題を取り上げるものだという理解が広くもたれている。
- オンライン・コミュニケーション
- 電子媒体
- 報道（ジャーナリズム）
- マスコミュニケーション
- メディア効果論
- 創造産業
- 政治経済学
- カルチュラル・スタディーズ
- メディア制作（テレビ番組制作、映画製作 (Filmmaking)）
- メディア心理学 (media psychology)

基本的なメディア理論としては、メディア効果論があり、アジェンダ設定説、プライミング、フレーミング、政治経済学、談話分析、内容分析、超個人的モデル (Hyperpersonal model)、表現論 (representation theory)、想像の共同体、公共圏、説得・注意・統制の諸理論などがある。
大学などに設けられたメディア制作やジャーナリズムを学ぶコースのほとんどには、メディア研究の内容が含まれているが、独立したメディア研究の部門が設けられていることも多い。メディア研究を学ぶ学生は、自分たちを、メディアの制作者として実践する側に立つのではなく、メディアを観察する立場にある者と位置づけてかまわない。こうした位置づけのあり方は、各国によって様々である。メディア研究にとって本質的な分野として定義の核にはメディア効果論がある。メディア効果論に特化した課程は、フィールディング大学院大学、ペンシルベニア州立大学、カリフォルニア大学ロサンゼルス校や、オンライン大学の Touro University Worldwide などに設けられている。
テレビ研究 (Television studies) などのように、メディア研究の中で特定分野に特化している分野もある。映画研究 (Film studies) は、しばしば独立した分野と見なされ、その中からテレビ研究やビデオゲーム研究が分化していったが、精神分析学、フェミニズム、マルクス主義といった基本的批判理論の応用などにおいて独自の展開を示している。
批判的メディア理論 (critical media theory) は、メディア制作や配給に関わる企業の所有関係が、社会にどのような影響を与えるかに注目しており、（伝統的な家族にメディアが与える影響を懸念する）社会的保守派と、（社会的言説への企業化を懸念する）リベラル派や社会主義者たちとの間に、共通の議論の基盤を提供している。メディア効果の研究と、広告技法は、メディア研究の要となっている。
方や「送り手」の側からの「説得的コミュニケーション」研究も社会心理学をベースとして、広告研究、広報研究、パブリックコミュニケーション、戦略的コミュニケーション等応用研究として、アメリカを中心に教育・研究されてきた。
現代のメディア研究は、ニューメディアの分析を含んでおり、1990年代以降に発達してきた、インターネット、コンピュータゲーム（ビデオゲーム）、携帯機器、双方向テレビ、その他のマスメディアにも研究の力点が置かれている。こうした新しい技術によって、（チャット、インスタントメッセージ、オンラインゲーム、ビデオ会議などによって）世界中どこからでも即時にコミュニケーションができるようになったため、ニューメディア研究においては対人コミュニケーション (interpersonal communication) が重要な要素となっている。
メディア研究に関しては、インターネットとデジタル双方向メディアがもたらした様々な変化を、単に従来からあるものに「追加されたもの (add-on)」と見ているだけで、十分に消化できていないのではないかという議論がなされてきた。デヴィッド・ゴーントレット (David Gauntlett) は、メディアの変化と、「受け手/オーディエンス」と「送り手/制作者」を分かつ伝統的な境界の崩壊を、全面的に認識した「メディア研究2.0 (Media Studies 2.0)」の構築に向けた議論を展開している。

### 政治コミュニケーションと政治経済学
メディア研究は、当初から、選挙運動の研究や戦争プロパガンダといった形で、政治や戦争と密接に結びついてきた。政治コミュニケーションの主たる研究対象は、政治家、有権者、メディアの結びつきである。研究の焦点はメディアの効果に当てられている。メディア効果論には、皮下注射モデル（1930年代の行動主義心理学）、コミュニケーションの2段階の流れ（Two-step flow of communication：Katz and Lazarsfeld, 1955）、限定効果論（Klapper, 1960）、沈黙の螺旋（Noelle-Neumann, 1984）と、4つの主要な理論がある。さらに、多くの研究者が、政治コミュニケーションのテクニックを、修辞学や象徴論などによって研究している。こうした研究の大部分は、マスコミュニケーション研究や世論研究の分野の学術誌において展開されてきた。
過去四半世紀において、政治経済学は、メディア研究文献の中でも大きな部分を占めてきた。この理論は、1988年に発行された、エドワード・S・ハーマン (Edward S. Herman) とノーム・チョムスキーによる『マニュファクチャリング・コンセント (Manufacturing Consent)』によって、メディア研究における、賛否こもごもの評が高まった。この本の中で著者たちは、アメリカ合衆国のメディア産業がどのように機能しているのかを、彼らがプロパガンダ・モデル (propaganda model) と名付けた理論で論じた。このモデルにおいては、「脱集権的で陰謀のない市場システムによって統制、処理されているが、時には政府や、特定の、あるいは、複数の民間のアクター（行動主体）が主導権を握って、問題を取り扱っているエリートを対等な関係の中で動員する」と説明されている。

### ニュースの取材と配給
この問題は、その先でもうひとつの主題につながっていく。ニュースがいかにもたらされるべきかという規範的理論よりも、実際にニュースがどのように生まれているのかの経験的実態がより重要になる。初期に強調されていたのは「ゲートキーピング (gatekeeping)」であり、編集者が、例えば通信社から供給される記事など、手元に流れ込んでくる情報の中から、特定の項目を取り上げる基準は何なのかが問題になった。後になると、議論の力点は、ニュースの取材、配給の全過程へと広げられていった。この分野の古典的業績としては、米国では、ゲイ・タックマン (Gaye Tuchman) の『Making news – A study in the construction of reality』（1978年）、ハーバート・J・ガンズ (Herbert J. Gans) の『Deciding what’s news  (at CBS & NBC, Time and Newsweek) 』（1978年）、英国では、フィリップ・シュレジンガー (Philip Schlesinger) の『Putting ‘reality’ together – BBC news』（1987年）がある。
影響力のあった初期の研究のひとつは、英国の研究者ジェレミー・タンストール (Jeremy Tunstall) の『The media are American』（1977年）であった。この本は、メディア産業における英語優位の背景にある理由を論じている。アイルランドの元大臣で、アムネスティ・インターナショナルの共同創設者のひとりであったショーン・マクブライドは、ユネスコによる大規模な研究を主導し、『多くの声、一つの世界 (Many voices, One world – Towards a new more just and more efficient world information and communication order』（1983年）をまとめた。この議論をめぐる法制度的側面については、セーズ・ハメリンク (Cees Hamelink) の『The politics of world communication)』（1994年）に、社会的、心理学的側面についてはヤープ・ファン・ギンネケン (Jaap van Ginneken) の『Understanding global news』（1998年）に要約されている。

### テクスト
メディア研究での「テクスト」の概念は、単なる書物ではなく、三種に分類できる。まず一つ目の概念は書物だが、「書物＝テクスト」という考えには、書物の歴史性や読書行為としてのテクストについての観点が欠けている。書物それ自体は、言わば、反省のなされていない即時的なテクストである。この概念は、極めて狭い時代の中でしか通用しない。それはテクストが、時代毎に様々な素材に頼っており、その素材毎に相応しい体裁や様式に依存しながら発達してきたことからも分かる。紙と印刷と製本によって成立する書物のテクストに対して、素材は石・竹・パピルス・羊皮紙が、生産様式は筆写が、体裁は竹簡・巻物などが存在していた。この延長線上に書物、そして未来のテクストがある。
二つ目の意味でのテクストは、支持材料に依存するテクストであり、「形態に依存するメッセージ」とも言い換えられる。これは、アナール派の歴史学者R・シャルチエが提出したテクストの概念である。
作者が書物を書かないというのは事実であり、彼らはテクストを書くのであって、それらが手で書かれたり、版刻されたり、印刷されたりして（今日ではコンピュータで処理されたりして）書かれたモノとなるのだ。
テクストの意味は、それらが読み手（または聴き手）によって受容・領有されるときに介在する形態に依存するものであると考えなければならない。
シャルチエによる二つ目の概念によって、「テクスト＝書物」の概念の狭隘および、支持素材から独立したテクストやメッセージを想定することの誤りが明らかになる。
三つ目は、生成されるテクストの概念である。C・S・パース、R・ヤコブソンを継ぐＭ・シルヴァスタイン、小山亘らが提唱する概念で、コミュニケーションにおける効果に着目した時に見えてくるテクストである。小山は
ここでいう「テクスト」は、コンテクストから区別されることで、我々に認識可能なものとして浮かび上がってくるもの、すなわち、理解・解釈や相互行為が織り成すものとしての「テクスト」を指し、いわゆる『書かれた作品』（書物や、そこに書かれている文、あるいは「なまの会話」及び、トランスクリプトのようなもの）などといった、"text artifact"とは異なることに留意されたい。
テクストは、メッセージがコンテクスト（背景、グランド、地）から浮き立ち、コンテクストから区別されるフィギュール（フィギュア、図）となることによって、形成されるのである。
としており、ここでの重要な指摘は、テクストが歴史・文化・環境・先行するテクスト・メディアなどをコンテクストと化すことで初めて意味を持つこと、そして、テクストとコンテクストが動的な関係にあることである。コンテクストの上で、新たなテクストが生まれる。そしてそのテクストは、先行テクストとして、新たなコンテクストとなる。読書行為は、テクストとコンテクストの間に、無限循環する関係を作り出す。